# Språkfamilj

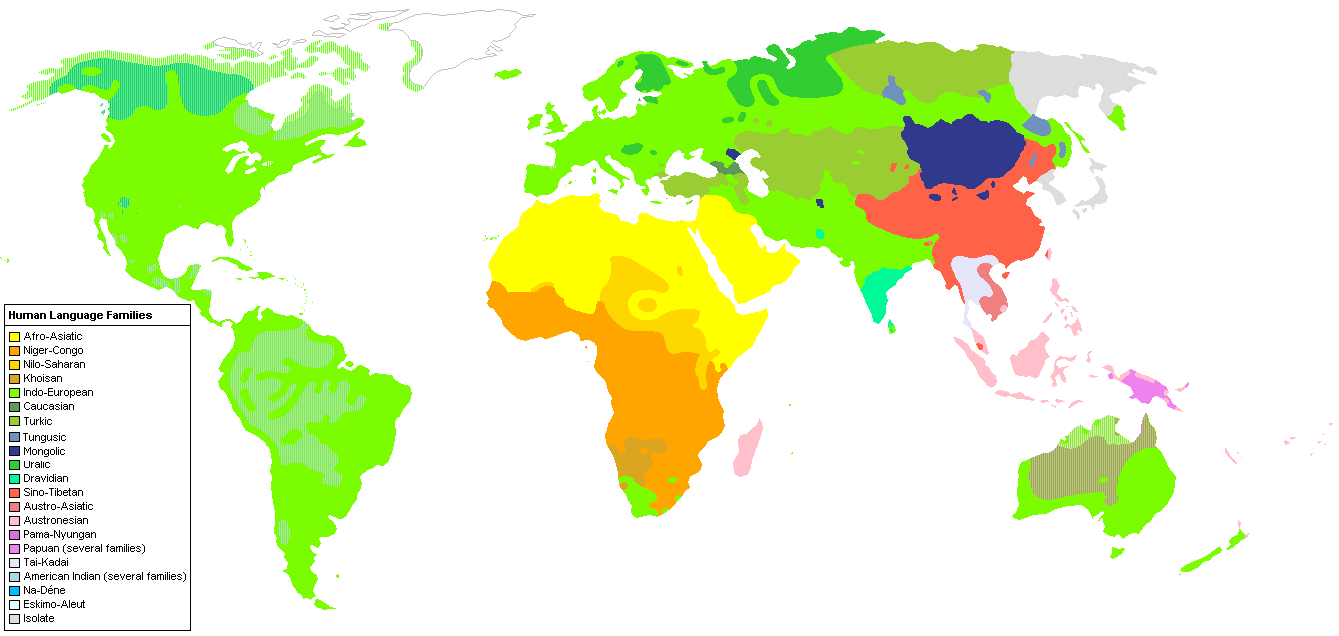
Fördelning av stora språkfamiljer.

En språkfamilj är en grupp enskilda språk som är genetiskt besläktade, det vill säga som har utvecklats ifrån ett äldre, gemensamt språk-stadium. Ett sådant språk utgör språkfamiljens urspråk. Till exempel har de romanska språken utvecklats ur latin och de indoariska språken ur vedisk sanskrit. De nordiska språkens urspråk kallas urnordiska och finns fragmentariskt bevarat i ett litet antal runinskrifter. Ofta saknas helt inskrifter på urspråket, eftersom det talats under förhistorisk tid, men man kan sluta sig till att det funnits på grund av typologiska likheter mellan språken och förekomsten av besläktade ord (kognater). Det gäller exempelvis för de germanska språkens urspråk (urgermanska) och de indoeuropeiska språkens urspråk (urindoeuropeiska). Språkfamiljer och urspråk studeras inom historisk lingvistik (jämförande språkforskning).
Det finns ingen vedertagen terminologi för att klassificera språkfamiljer hierarkiskt, ingen motsvarighet till den biologiska systematikens hierarki, med ordningar, familjer, släkten, och arter. Nordiska språk, germanska språk och indoeuropeiska språk är alla språkfamiljer, trots att de föregående tillhör de senare. Däremot är det vanligt att rita trädliknande diagram över språks genetiska släktskap, varför språkfamiljer även kallas språkträd eller språkstam, och underfamiljer grenar av en överordnad familj.
Språkens utveckling och förgrening påminner i många avseenden om levande varelsers evolution. Redan Charles Darwin själv drog sådana paralleller. Evolutionära resonemang föll sedan i visst vanrykte inom lingvistiken, men har återupplivats under senare år av flera forskare, och många idéer från såväl biologisk evolution som memetik är på väg att finna fruktbara tillämpningar inom den historiska lingvistiken. Analogin med biologisk evolution ska dock inte dras för långt, obesläktade språk beblandar sig med varann betydligt mer än vad obesläktade djurarter gör, så att den lingvistiska evolutionen inte blir en ren trädstruktur.
Det stora flertalet språk kan inordnas i någon av ett tjugotal större språkfamiljer, men inte alla. Språk som inte kunnat grupperas i någon språkfamilj kallas isolatspråk eller isolerade språk. 
Språkfamiljer kontrasteras mot språkförbund, där gemensamma drag mellan icke inbördes förståeliga språk utvecklats genom tvåspråkiga kontakter istället för genom genetiskt släktskap. Det klassiska exemplet är språkförbundet på Balkan (Balkansprachbund, Balkan linguistic union) som inkluderar framför allt nygrekiska, albanska, rumänska, makedonska och bulgariska. Språkförbund ska inte blandas ihop med mer enkelriktad påverkan, till exempel det stora antalet kinesiska lånord i japanska och koreanska.

## Omstridda språkfamiljer
Många språkfamiljer, som indoeuropeiska eller austronesiska, är välbelagda och helt vedertagna. Men det finns också en mängd olika hypoteser om relationer på högre nivå, språkfamiljerna emellan, som kan vara mer eller mindre omstridda, där beläggen inte är så starka och entydiga att konsensus har uppstått bland historiska lingvister. Särskilt gäller detta släktskap som kan antas ligga mycket långt tillbaka i tiden, där den historiska lingvistikens komparativa metoder inte riktigt räcker till. Flertalet historiska lingvister anser att det finns en gräns för hur långt tillbaka det är möjligt att rekonstruera släktskap. Det finns dock en minoritet lingvister, till exempel Joseph Greenberg och Merritt Ruhlen, som försöker tänja metoderna till det yttersta, eller finna nya metoder, för att kartlägga djupare släktskap mellan de erkända språkfamiljerna.
Tämligen okontroversiell är den forskning som bedrivs med den historiska lingvistikens reguljära komparativa metod för att försöka knyta ihop två eller fler etablerade språkfamiljer, eller knyta isolatspråk till en språkfamilj. Ett ständigt arbete pågår med växlande framgång, och efterhand blir vissa släktband etablerade, medan andra grupperingar, som ural-altaiska språk, kan förlora acceptans.
Det mest extrema (och kontroversiella) är att försöka rekonstruera urspråket proto-värld, den gemensamma förfadern till alla dagens mänskliga språk. Monogenesteorin, tanken att alla språk faktiskt har ett gemensamt ursprung, är närmast självklar utifrån vad vi vet om människans och språkets ursprung, men detta urspråk torde ligga tiotusentals eller hundratusentals år tillbaka i tiden. Det är enligt de flesta lingvister tveksamt om det är meningsfullt att ens försöka finna spår av ett sådant språk. Trots detta gör en handfull forskare med Merritt Ruhlen i spetsen anspråk på att ha rekonstruerat några ord ur proto-värld.
Omstridd bland lingvister är också den forskning av bland andra Luigi Luca Cavalli-Sforza och Colin Renfrew som försöker finna samband mellan språkutveckling och genetiska eller arkeologiska data. Cavalli-Sforza finner geografiska mönster i genfrekvenser som han kopplar till historiska folkvandringar och språkfamiljers utbredning, medan Renfrew använder arkeologiska metoder för att spåra de indoeuropeiska språkens ursprung.

### Exempel på omstridda familjer
- Eurasiatiska språk
- Nostratiska språk
- Amerindiska språk
- Indo-pacifiska språk
- Dene-kaukasiska språk
- Ural-altaiska språk